# ميلفين وايس
ميلفين وايس (بالإنجليزية: Melvyn Weiss)‏ هو محامي أمريكي، ولد في 1 أغسطس 1935 في ذا برونكس في الولايات المتحدة، وتوفي في 1 فبراير 2018 في بوكا راتون في الولايات المتحدة بسبب تصلب جانبي ضموري.